# Valleys of Neptune
Albums de Jimi Hendrix
Live at Woburn
(2009) West Coast Seattle Boy: The Jimi Hendrix Anthology
(2010)
Valleys of Neptune est un album de Jimi Hendrix sorti le 9 mars 2010.
Présenté comme un album studio inédit, la plupart des morceaux qu'il contient ont déjà été publiés par le passé dans d'autres versions.

## Contenu
Le 5 juin 1987, le premier producteur de l'Experience Chas Chandler organise de façon exceptionnelle une session d'enregistrement au studio Air de Londres pour permettre au bassiste Noel Redding et au batteur Mitch Mitchell de rejouer leurs parties sur les chansons Lover Man, Mr Bad Luck et Crying Blue Rain.
Les chansons présentes ici sont parues dans d'autres versions : 
- Stone Free est initialement sorti en face B du premier single de Jimi Hendrix, Hey Joe, le 16 décembre 1966. Elle est également présente sur la ré-édition de 1997 de l'album Are You Experienced. La version présentée ici était initialement prévue pour la compilation Smash Hits en 1969.
- Bleeding Heart figure sur South Saturn Delta (1997). La version utilisée ici est la même prise que celle qui apparait sur l'album Jimi Hendrixː Blues publiée par Alan Douglas en 1994, avec un nouveau mixage.
- Une nouvelle prise studio inédite de Hear My Train A Comin' était présente sur l'album Jimi Hendrixː Blues publiée par Alan Douglas en 1994 en versions live et studio. La version présente ici était déjà parue dans une version retravaillée par Alan Douglas en 1975 pour l'album posthume controversé Midnight Lightning.
- Mr. Bad Luck est une démo de Look Over Yonder (présente sur South Saturn Delta en 1997).
- La dernière prise de Lover Man est parue dans The Jimi Hendrix Experience Box Set (2000).
- Fire et Red House existent déjà sur Are You Experienced (1967). Les versions présentées ici sont postérieures à l'album.
- Ships Passing Throught the Night et Lullaby for the Summer sont les démos des futurs titres Night Bird Flying et Ezy Ryder parus tous deux sur First Rays of the New Rising Sun (1997)
- Les pistes bonus Slow Version et Trash Man sont les démo de l’instrumental Midnight paru dans South Saturn Delta en 1997.
- Sunshine of Your Love, Valleys of Neptune et Crying Blue Rain sont inédites.

## Réception critique
Valleys of Neptune a reçu des critiques généralement positives de la part des critiques. Chez Metacritic, qui attribue une note normalisée sur 100 aux critiques de publications grand public, il a reçu une note moyenne de 68, sur la base de 15 critiques. Le critique Will Hermes du Rolling Stones a trouvé la musique belle et excitante, tout en écrivant : "Ces morceaux sont-ils 'finis' comme Hendrix l'aurait voulu ? Probablement pas. Mais comme un aperçu du guitariste étendant sa portée au-delà du trio Experience, c'est palpitant". Greg Kot, écrivant pour le Chicago Tribune, l'a qualifié de « un instantané pointu d'un génie musical en studio pendant une période de transition ». Ludovic Hunter-Tilney du Financial Times a qualifié l'album "d'un cran au-dessus des nombreuses pompes-à-fric posthumes publiés au nom de [Hendrix]".
Dans le Los Angeles Times, Ann Powers était moins enthousiaste et a estimé que "les fans seront fascinés par ces riffs blues avec l'Experience, mais cet album de matériel inédit des archives ne transmet pas grand-chose d'inconnu". Q l'a trouvé « plus léger du point de vue sonore » que l'œuvre plus connue de Hendrix et finalement « d'un attrait limité ».

## Liste des morceaux
Toutes les chansons sont écrites et composées par Jimi Hendrix, sauf mention contraire.
| 1.      | Stone Free                                                   | 7, 9 et 14 avril 1969 et 17 mai 1969 au Record Plant Studios, New York             | 3ː46 |
| 2.      | Valleys of Neptune                                           | 23 septembre 1969 et 15 mai 1970 au Record Plant Studios, New York                 | 4ː04 |
| 3.      | Bleeding Heart (Elmore James)                                | 24 avril 1969 au Record Plant Studios, New York                                    | 6ː23 |
| 4.      | Hear My Train A Comin'                                       | 7 avril 1969 au Record Plant Studios, New York                                     | 7ː32 |
| 5.      | Mr. Bad Luck                                                 | 5 mai 1967 aux Studios Olympic, Londres et 5 juin 1987 au studio Air, Londres      | 2ː58 |
| 6.      | Sunshine of Your Love (Pete Brown, Jack Bruce, Eric Clapton) | 16 février 1969 aux studios Olympic, Londres                                       | 6ː47 |
| 7.      | Lover Man                                                    | 16 février 1969 aux studios Olympic, Londres et 5 juin 1987 au studio Air, Londres | 4ː17 |
| 8.      | Ships Passing Through The Night                              | 14 avril 1969 au Record Plant Studios, New York                                    | 5ː52 |
| 9.      | Fire                                                         | 17 février 1969 aux studios Olympic, Londres                                       | 3ː12 |
| 10.     | Red House                                                    | 17 février 1969 aux studios Olympic, Londres                                       | 8ː22 |
| 11.     | Lullaby for the Summer                                       | 7 avril 1969 au Record Plant Studios, New York                                     | 3ː48 |
| 12.     | Crying Blue Rain                                             | 16 février 1969 aux studios Olympic, Londres et 5 juin 1987 au studio Air, Londres | 4ː58 |
| 13.     | Slow Version (Chansons bonus Target)                         | 3 avril 1969 aux studios Olmstead, New York                                        | 4ː59 |
| 14.     | Trash Man (Chansons bonus Target)                            | 14 février 1969 aux studios Olympic, Londres                                       | 7ː25 |
| 1ː14ː29 |                                                              |                                                                                    |      |

## Personnel
| Musiciens principaux - Jimi Hendrix : guitare sur toutes les pistes, chant sur toutes les pistes (sauf la 6e) et production de toutes les pistes (sauf la 5e) - Noel Redding : basse sur toutes les pistes (sauf la 1re, la 2e et le 3e) - Mitch Mitchell : batterie sur toutes les pistes (sauf la 3e) - Billy Cox : basse sur les pistes 1, 2 et 3 Techniciens - Chas Chandler : production du 5e morceau - Eddie Kramer : mixage du 11e morceau | Autres musiciens - Rocki Dzidzornu : percussions sur les pistes 6 et 12 - Roger Chapman : chant sur la 1re piste - Andy Fairweather-Low : chant sur la 1re piste - Juma Sultan : percussions sur la 2e piste - Rocky Isaac : batterie sur la 3e piste - Chris Grimes : tambourin sur la 3e piste - Al Marks : maracas sur la 3e piste |